# Thoopterus suhaniahae
Thoopterus suhaniahae — вид рукокрилих, родини Криланових.

## Морфологія
Середнього розміру, з довжиною голови й тіла між 86,02 і 101,11 мм, довжина передпліччя між 73,03 і 78,47 мм, довжина гомілки між 29,85 і 33 мм і довжина вух між 16,62 і 19,50 мм.
Хутро середньої довжини. Колір спини коричневий, з сірувато-коричневим підшерстям; голова, лоб, передпліччя і круп темніші. Черевна частина коричнева із сіруватим відтінком на грудях і животі і яскравими боками. Морда відносно коротка, очі великі. Вуха короткі й округлі. Хвіст зводиться до горбка. Самці більші, ніж самки.

## Поширення
Цей вид поширений в центральній і південній частині острова Сулавесі та прилеглих островах. Він живе в лісах між 60 і 1930 метрів над рівнем моря.

## Спосіб життя
Харчується фруктами. 